# Lo Turonet
|  | Per a altres significats, vegeu «Turonet». |

Lo Turonet és una muntanya de 883,5 metres a l'antic municipi de Fígols de Tremp, des de fa temps terme de Tremp, a la comarca de la Pallars Jussà. És l'extrem nord-oriental de la serra del Batlle, a la zona de Castissent, en el costat ribagorçà de l'antic terme de Fígols de Tremp. Fa de divisòria d'aigües entre el barranc de Montllobar, a llevant, afluent del barranc Gros, i el barranc de Cantillons, a ponent, també afluent del barranc Gros.